# Liste der Mitglieder der Europäischen Bewegung Deutschland
Die Europäische Bewegung Deutschland besteht aus juristischen Personen. Natürliche Personen können kein Mitglied werden.

## Vollmitglieder
1. 365 Sherpas GmbH
2. ADAC Präsidialbüro Berlin
3. ADVERB – Agentur für Verbandskommunikation
4. Advice Partners GmbH
5. AEGEE Berlin e. V.
6. AEGRAFLEX
7. AGES Maut System GmbH & Co. KG
8. Allianz SE
9. APCO Worldwide GmbH
10. Arbeitgeberverband der Versicherungsunternehmen in Deutschland e. V. (agv)
11. Arbeitsgemeinschaft Berufsständischer Versorgungseinrichtungen e. V. (ABV)
12. Arbeitsgemeinschaft Deutscher Waldbesitzerverbände e. V. (AGDW)
13. Arbeitskreis Europäische Integration (AEI)
14. Bahn-Media Verlag GmbH & Co. KG
15. BASF – The Chemical Company
16. Bertelsmann Stiftung
17. BMW Stiftung Herbert Quandt
18. Boehringer Ingelheim GmbH & Co. KG
19. Bohnen Public Affairs GmbH
20. Brunswick Group GmbH
21. Bund Deutscher Kriegsopfer, Körperbehinderter und Sozialrentner e. V. (BDKK)
22. Bund Deutscher Kriminalbeamter (BDK)
23. Bundesarbeitgeberverband Chemie e. V. (BAVC)
24. Bundesarbeitsgemeinschaft der Senioren-Organisationen e. V. (BAGSO)
25. Bundesarbeitsgemeinschaft Werkstätten für behinderte Menschen
26. Bundesarchitektenkammer (BAK)
27. Bundesärztekammer
28. Bundesindustrieverband Technische Gebäudeausrüstung e. V. (BTGA)
29. Bundesingenieurkammer e. V. (BInK)
30. Bundesnetzwerk Bürgerschaftliches Engagement (BBE)
31. Bundesnotarkammer
32. Bundesverband Berufsbildung International
33. Bundesverband der Deutschen Industrie e. V. (BDI)
34. Bundesverband der Deutschen Spirituosen-Industrie und -Importeure e. V. (BSI)
35. Bundesverband der Deutschen Süßwarenindustrie e. V. (BDSI)
36. Bundesverband der Deutschen Volksbanken und Raiffeisenbanken e. V. (BVR)
37. Bundesverband der Energie- und Wasserwirtschaft e. V. (BDEW)
38. Bundesverband der Freien Berufe (BFB)
39. Bundesverband der obst-, gemüse- und kartoffelverarbeitenden Industrie e. V. (BOGK)
40. Bundesverband der Sicherheitswirtschaft e. V. (BDSW)
41. Bundesverband der Träger beruflicher Bildung (Bildungsverband)
42. Bundesverband der Unternehmervereinigungen e. V. (BUV)
43. Bundesverband deutscher Banken e. V. (BdB)
44. Bundesverband Deutscher Inkasso-Unternehmen e. V. (BDIU)
45. Bundesverband Deutscher Omnibusunternehmer e. V. (bdo)
46. Bundesverband Deutscher Unternehmensberater e. V. (BDU)
47. GdW Bundesverband deutscher Wohnungs- und Immobilienunternehmen (GdW)
48. Bundesverband für Wirtschaftsförderung und Außenwirtschaft Global Economic Network e. V.
49. Bundesverband Großhandel, Außenhandel, Dienstleistungen e.V. (BGA)
50. Bundesverband Investment und Asset Management e. V.
51. Bundesverband Medizintechnologie e. V. (BVMed)
52. Bundesverband mittelständische Wirtschaft – Unternehmerverband Deutschlands e. V.
53. Bundesverband Musikindustrie e. V.
54. Bundesverband Öffentliche Dienstleistungen – Deutsche Sektion des CEEP e. V.
55. Bundesverband privater Anbieter sozialer Dienste e. V.
56. Bundesvereinigung der Deutschen Arbeitgeberverbände (BDA)
57. Bundesvereinigung der Deutschen Ernährungsindustrie e. V. (BVE) / Bund für Lebensmittelrecht und Lebensmittelkunde e. V. (BLL)
58. Bundesvereinigung Nachhaltigkeit e. V.
59. Bundeszahnärztekammer – Arbeitsgemeinschaft der Deutschen Zahnärztekammern e. V.
60. Burson-Marsteller GmbH
61. Bündnis 90/Die Grünen
62. Bürgerhaus Bennohaus – Arbeitskreis Ostviertel e. V.
63. Centrum für Europäische Politik (CEP) – Think Tank der Stiftung Ordnungspolitik
64. Christlich Demokratische Union (CDU)
65. Christlich-Soziale Union in Bayern (CSU)
66. Citizens of Europe e. V.
67. dbb beamtenbund und tarifunion
68. DEKRA e. V.
69. Der Backzutatenverband e. V.
70. Deutsch-britische Gesellschaft e. V.
71. Deutsch-Ungarische Gesellschaft e. V. (DUG)
72. Deutsche Bahn AG
73. Deutsche Bank Research
74. Deutsche Gesellschaft e. V.
75. Deutsche Gesellschaft für Auswärtige Politik (DGAP)
76. Deutsche Gesellschaft für Internationale Zusammenarbeit GmbH (GIZ)
77. Deutsche Gesetzliche Unfallversicherung (DGUV)
78. Deutsche Gruppe der Liberalen International (DGLI)
79. Deutsche Krankenhausgesellschaft e. V.
80. Deutsche Lebens-Rettungs-Gesellschaft e. V. (DLRG)
81. Deutsche Post DHL
82. Deutsche Telekom AG
83. Deutscher Akademikerinnenbund e. V.
84. Deutscher Bauernverband (DBV)
85. Deutscher Blinden- und Sehbehindertenverband e.V.
86. Deutscher Brauer-Bund e. V.
87. Deutscher Bundesjugendring (DBJR)
88. Deutscher BundeswehrVerband (DBWV)
89. Deutscher Caritasverband e. V.
90. Deutscher Feuerwehrverband e. V. (DFV)
91. Deutscher Fruchthandelsverband e. V. (DFHV)
92. Deutscher Gewerkschaftsbund Bundesvorstand (DGB)
93. Deutscher Industrie- und Handelskammertag (DIHK)
94. Deutscher Juristinnenbund e. V.
95. Deutscher Naturschutzring e.V.
96. Deutscher Olympischer Sportbund (DOSB)
97. Deutscher ReiseVerband e. V.
98. Deutscher Sparkassen- und Giroverband (DSGV)
99. Deutscher Steuerberaterverband
100. Deutscher Unternehmensverband Vermögensberatung
101. Deutscher Verkehrssicherheitsrat e. V.
102. Deutscher Volkshochschul-Verband e. V. (DVV)
103. Deutsches Institut für Normung e. V. (DIN)
104. Deutsches Jugendherbergswerk (DJH), Hauptverband für Jugendwandern und Jugendherbergen e. V.
105. Deutsches Nationalkomitee für Denkmalschutz
106. Diakonie Deutschland – Evangelischer Bundesverband
107. Didacta Verband e. V. – Verband der Bildungswirtschaft
108. Die Führungskräfte (DFK)
109. Ecologic Institut gGmbH
110. Ericsson Deutschland GmbH
111. EU-Fundraising Association e. V.
112. EUROPA@ROMANIA-diaspora
113. Europa Zentrum Baden-Württemberg. Institut und Akademie für Europafragen
114. Europa-Haus Marienberg
115. Stiftung Europa-Kolleg Hamburg
116. Europa-Union Deutschland
117. Europa-Universität Viadrina. Masterstudiengang European Studies
118. Europafels e.V.
119. Europakomitee Hessen
120. Europaverband der Selbständigen e. V. (BVD/CEDI), Bundesverband Deutschland
121. European Council on Foreign Relations (ECFR), Büro Berlin
122. European School of Governance eusg GmbH
123. Europäische Akademie Bayern e. V.
124. Europäische Akademie Berlin e. V.
125. Europäische Akademie Otzenhausen gGmbH
126. Europäische Bausparkassenvereinigung (EuBV)
127. Europäische Bewegung Baden-Württemberg
128. Europäische Bewegung Bayern
129. Europäische Bewegung Deutschland. Landeskomitee Saarland
130. Europäische Bewegung Hamburg
131. Europäische Bewegung Niedersachsen
132. Europäische Bewegung Nordrhein-Westfalen
133. Europäische Bewegung Sachsen
134. Europäische Bewegung Sachsen-Anhalt
135. Europäische Bewegung Schleswig-Holstein
136. Europäische Bewegung Thüringen
137. Europäische Integration Brandenburg e. V. (EIB)
138. Europäischer Verband Beruflicher Bildungsträger
139. Eurosozial e. V. – Paritätischer Verein für deutsch-polnische und europäische Zusammenarbeit
140. EUTOP Berlin GmbH
141. Familienbetriebe Land und Forst e. V.
142. fkon Consulting GmbH
143. Fraport AG – Frankfurt AirportServices Worldwide
144. Freie Demokratische Partei (FDP)
145. FREIE WÄHLER, Bundesvereinigung
146. Friedrich-Ebert-Stiftung
147. Friedrich-Naumann-Stiftung für die Freiheit
148. Fuhrgewerbe-Innung Berlin-Brandenburg e. V.
149. Germanwatch
150. Gesamtmetall
151. Gesamtverband Autoteile-Handel e. V. (GVA)
152. Gesamtverband der deutschen Versicherungswirtschaft e. V. (GDV)
153. Gesellschaft der Europäischen Akademien (GEA)
154. Gesellschaft für musikalische Aufführungs- und mechanische Vervielfältigungsrechte (GEMA)
155. Gesellschaft für übernationale Zusammenarbeit
156. Gewerkschaft Deutscher Lokomotivführer (GDL)
157. Gustav-Stresemann-Institut (GSI)
158. Gütegemeinschaft Brandschutz im Ausbau e. V. (GBA)
159. Handelsverband Deutschland – Der Einzelhandel
160. Hanns-Seidel-Stiftung
161. Hans-Böckler-Stiftung
162. Hauptverband der Deutschen Bauindustrie e. V.
163. Haus & Grund – Eigentümerschutzgemeinschaft, Zentralverband der Deutschen Haus-, Wohnungs- und Grundeigentümer e. V.
164. HEAG Holding AG
165. Heinrich-Böll-Stiftung
166. Hering Schuppener Consulting Corporate Affairs & Public Strategies GmbH
167. Hertie School
168. IB-Stiftung
169. Industriegewerkschaft Bergbau, Chemie, Energie (IGBCE)
170. Industrieverband Haus-, Heiz- und Küchentechnik e. V. (HKI)
171. Industrieverband Körperpflege- und Waschmittel e.V.
172. Institut für Europäische Politik (iep)
173. Institut für Organisationskommunikation GmbH (IFOK)
174. Interel Deutschland GmbH
175. Internationaler Bund (IB)
176. Internationaler Wirtschaftsrat e. V. (IWR)
177. IPA/ARCTURUS Group GmbH
178. Jacques Delors Centre
179. Johannesbad Holding SE & Co. KG
180. Johanssen + Kretschmer Strategische Kommunikation GmbH
181. Joschka Fischer & Company
182. Jugend für Europa – Deutsche Agentur für das EU-Programm
183. Junge Europäische Föderalisten (JEF)
184. KARO e. V.
185. Kassenzahnärztliche Bundesvereinigung (KZBV)
186. Katholische Arbeitnehmer-Bewegung Deutschlands e. V. (KAB)
187. Komba Gewerkschaft
188. Konrad-Adenauer-Stiftung
189. Kraftfahrzeug-Überwachungsorganisation freiberuflicher Kfz-Sachverständiger e. V. (KÜS)
190. Lidl Stiftung & Co. KG
191. Maecenata Stiftung
192. Mafia? Nein Danke! e. V.
193. Markenverband e. V.
194. Metro Group
195. Miller & Meier Consulting GmbH
196. MitOst e. V. – Verein für Sprach- und Kulturaustausch in Mittel-, Ost- und Südosteuropa
197. Modell Europa Parlament Deutschland e. V.
198. Mérite Européen, Freundes- und Förderkreis Deutschland e. V.
199. NRW-Bank
200. Otto-Wolff-Stiftung
201. Paneuropa-Union Deutschland
202. Philip Morris GmbH
203. Pivot Regulatory GmbH
204. Planpolitik GbR
205. Pulse of Europe e.V.
206. Rat der Gemeinden und Regionen Europas, Deutsche Sektion
207. Refugee Law Clinic Berlin e. V.
208. Rheinland-Pfälzische Sektion der Europäischen Bewegung Deutschland
209. Schwarzkopf-Stiftung Junges Europa
210. Siemens AG
211. Software Industrieverband Elektronischer Rechtsverkehr (SIV-ERV)
212. SOLWODI e. V.
213. Sozialdemokratische Partei Deutschlands (SPD)
214. Sozialverband Deutschland e. V. (SoVD)
215. Sozialverband VdK Deutschland e. V. (VdK)
216. Stiftung Christlich-Soziale Politik e. V.
217. Stiftung Genshagen
218. Stiftung Mercator GmbH
219. Telefónica Deutschland
220. translation e.V.
221. Transparency International Deutschland e. V.
222. Türkische Gemeinde in Deutschland
223. Unabhängige Flugbegleiter Organisation e. V. (UFO)
224. Union zur Förderung von Oel- und Proteinpflanzen (UFOP)
225. United Europe e.V.
226. Universität Passau
227. UPS Deutschland Inc. & Co. OHG
228. Verband der Automobilindustrie e. V. (VDA)
229. Verband der Chemischen Industrie e. V. (VCI)
230. Verband der ölsaatenverarbeitenden Industrie in Deutschland e. V. (OVID)
231. Verband der Privaten Hochschulen (VPH)
232. Verband der Sparda-Banken e. V.
233. Verband Deutscher Metallhändler e.V. (VDM)
234. Verband Deutscher Zeitschriftenverleger
235. Verband Entwicklungspolitik und Humanitäre Hilfe deutscher Nichtregierungsorganisationen e.V.
236. Verband forschender Arzneimittelhersteller e. V.
237. Verband kommunaler Unternehmen (VKU)
238. Verband Privater Bauherren e. V. (VPB)
239. Verbraucherzentrale Bundesverband e. V. (vzbv)
240. ver.di – Vereinte Dienstleistungsgewerkschaft
241. Verein Deutsche Sprache e. V.
242. Verein zur Förderung der Wettbewerbswirtschaft e. V. (VFW)
243. Vereinigung Cockpit
244. Vereinigung Europäischer Journalisten (VEJ), Deutsche Gruppe
245. VG Media
246. Volksbund Deutsche Kriegsgräberfürsorge e. V.
247. Volkswagen AG
248. Volt Deutschland
249. Von Beust & Coll Beratungsgesellschaft GmbH & Co. KG
250. Weltverband Deutscher Auslandsschulen
251. Wirtschaftsforum der SPD e.V.
252. Wirtschaftsjunioren Deutschland
253. Wirtschaftskomitee Deutschland e. V. (WBA), Bundesverband für Wirtschaft-Bildung-Arbeit
254. Wirtschaftsprüferkammer
255. Wirtschaftsrat der CDU
256. WMP Eurocom AG
257. WWF Deutschland
258. Zentralkomitee der deutschen Katholiken (ZdK)
259. Zentralverband des Deutschen Bäckerhandwerks e. V.
260. Zentralverband des Deutschen Handwerks e. V. (ZDH)
261. Zentralverband Deutsches Kraftfahrzeuggewerbe